# 호아족
호아족(베트남어: Người Hoa / 𠊛華) 또는 베트남 화교는 베트남에 살고 있는 중국 한족 계통의 민족이다. 베트남인들과 다른 중국의 소수 민족은 그들을 종종 중국계 베트남인이나 중국 민족으로 불렀다. 베트남 정부의 분류에서는 중국어를 하는 다른 두 민족, 산지우족과 응아이족은 별개로 빠져 있다.
2019년 베트남 인구 조사에 따르면, 호아족은 전체 인구의 0.78%인 749,466명이 있으며, 베트남 민족 중 아홉 번째로 많은 민족이다.

## 언어
청나라 (1644-1911) 때 베트남으로 도망친 중국인들을 민흐엉(중국어 간체자: 明鄉, 병음: Míngxiāng)이라고 말하며, 이것은 명나라의 사람들을 의미한다. 호아족은 광둥 성에서 18세기부터 20세기에 정착한 초기 정착자들의 후손이다. 중국 본토에서 건너 온 마지막 이주민은 1940년대가 끝이다. 베트남 외부에 살고 있는 많은 호아족들이 대부분 광둥어를 모국어 말하며, 베트남어 억양에 영향을 받았다. 호아족 중 두 번째로 큰 집단은 떼오째우(조주어를 말한다. 이들은 또한 링구아 프랑카로 광둥어를 말하기도 한다. 이것 또한 베트남어의 억양에 많은 영향을 받은 것이다. 베트남에 있는 호아족의 젊은 세대들은 광둥어와 베트남어 둘 다 말하는 경향이 있다.

## 같이 보기
- 베트남의 민족